# Nsimbo (Nsimbo)
Nsimbo  è una circoscrizione rurale (rural ward) della Tanzania situata nel distretto di Nsimbo, regione di Katavi. Conta una popolazione di 8 876 abitanti (censimento 2022).